# رواندز
رواندُز (به کردی: ڕه‌واندز) شهری است در منطقه کردنشین اقلیم کردستان و در نزدیکی ایران.
این شهر واقع در شهرستان سوران استان اربیل است و حدود ۱۰۰ هزار نفر جمعیت دارد. جمعیت این شهر در سال ۲۰۰۳ میلادی ۹۵٬۰۸۹ نفر بود که اکثریت آن‌ها کُرد هستند و اقلیتی از آشوریان و عرب‌ها نیز در این شهر زندگی می‌کنند.
نام این شهر به معنی «دژ راوند» است و به دودمان راوندی اشاره دارد. در نزدیکی شهر دره‌ای گسترده واقع شده که از مناظر کم‌نظیر در عراق است.

## پیشینه

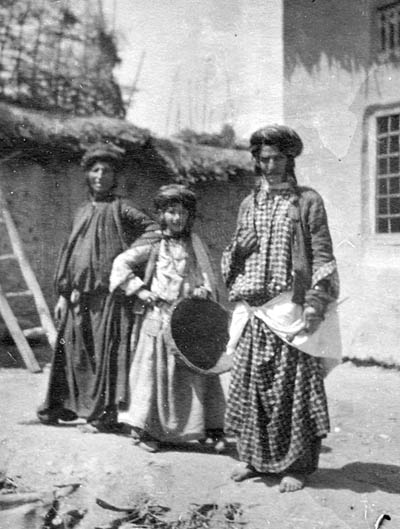
یهودیان کرد ،۱۹۰۵ در رواندوز.

رواندز از قدیم به خاطر محل راهبردی‌اش شهر بااهمیتی بوده‌است. گردنه رواندز در زمان تمدن اورارتو محل برپا کردن سنگ‌نوشته کله‌شین بود.
در دوران امپراتوری آشوری نو که از سده‌های دهم تا هفتم پیش از میلاد ادامه داشت منطقه رواندز در مسیر بازرگانی نینوا قرار داشت.
رواندز بعدها بخشی از استان شهرزور و پس از آن نیز بخشی از منطقه اردلان به‌شمار آمد. رواندز زمانی مرکز امیرنشین سوران به‌شمار می‌آمد که از ۱۳۹۹ تا ۱۸۳۳ دوام یافت.
در طی سده‌های ۱۷ و ۱۸ میلادی، پایتخت امیران سوران قلعه دوین بود، اما بعدها مقر این امیرنشین به حریر منتقل شد. سال ۱۸۸۷ میلادی علی‌بیگ پسر سلیمان بیگ به جای پدر امارت را به دست گرفت و مقر امارت را از حریر به خلیفان نزدیک رواندوز منتقل نمود و در آنجا دژ استواری بنا نهاد. سال ۱۸۰۱ احمد بیگ فوت نمود و اُغوزبیگ به امارت رسید. بنا به شاهدی تاریخ این امیر بسیار دیندار بوده‌است. در زمان این امیر، قلمرو و امارت بین چهار پسرش تقسیم شده بود: تیمورخان، یحیی بیگ، بایزبیگ و مصطفی بیگ.
سال ۱۸۰۴ اُغوزبیگ فوت کرد و پسر بزرگش مصطفی بیگ به امارت رسید. برادران به امارت وی گردن ننهادند و با وی به مخالفت پرداختند و سال ۱۸۰۵ برادرش تیمورخان با سلیمان پاشای امیر بابان و سردار کویه و حریر متحد شد.
در ماه تشرین یکم سال ۱۸۰۵ مصطفی بیگ مخفیانه با سلیمان پاشای بابان ارتباط برقرار ساخت و او را با خود هم‌آواز ساخت. مصطفی بیگ تا سال ۱۸۱۲ در نهایت آرامش به امارت بپردازد. این وضع تا بروز اختلاف مابین دو امیر بابان؛ عبدالرحمن پاشا و سلیمان پاشا، ادامه داشت. اما زمانی‌که عبدالرحمن پاشای بابان به ایران پناهنده شده بود و سلیمان پاشا سلیمانیه را در تصرف داشت. سلیمان پاشا از فرصت استفاده کرده و به امارت سوران حمله کرد و دژ رواندز را محاصره نمود. اما برگشت عبدالرحمن پاشا، این محاصره هم شکسته شد. بعد از شکست این محاصره بار دیگر برادران مصطفی‌بیگ، تیمورخان و یحیی‌بیگ به جان برادرشان افتادند. این جریان همچنان ادامه داشت. تا این‌که میرمحمد پسر مصطفی‌بیگ به امارت رسید و ضرب شستی به عمّان طاغی نشان داد. رواندز در سال‌های فرمانروایی میرمحمد به یکی از پایگاه‌های مهم سیاسی منطقه مبدل شد.
آشوری‌ها این‌گونه روایت می‌کنند که در دهه ۱۸۳۰ میلادی حاکم رواندز فردی ملقب به «میرکور» بوده که به داشتن کینه نسبت به آشوری‌های مسیحی معروف بوده‌است. میرکور در سال ۱۸۳۳ به شهرهای مسیحی‌نشین بی‌دفاع تل کیف و القوش حمله کرد و هزاران تن از ساکنان غیرمسلح را کشته، زنان و کودکان را ربوده، و شهرها را به آتش کشید.
مورخان بر این باورند که می‌توان به اطمینان گفت که منظور از میرکور همان میرمحمد، حاکم امیرنشین سوران است. میان سال‌های ۱۹۲۸ و ۱۹۳۲ بریتانیایی‌ها راهی راهبردی از اربیل به پیرانشهر در ایران کشیدند که از رواندز می‌گذشت و به نام جاده همیلتون معروف است. سازنده این جاده آرچیبالد همیلتون، مهندس اهل نیوزلند بود.
رواندز به خاطر درگیری‌های خونین خانوادگی و انتقام‌های پدرکشتگی معروف بود. آرچیبالد هامیلتون در سال ۱۹۳۰ نوشت که «رواندز همواره محل اعمال شوم و قصاص‌های خونین بوده‌است. حاکمان مهم و غیر مهم آن تقریباً همگی به‌طور خشونت‌آمیز به قتل رسیده‌اند و امروزه نیز این روند هم‌چنان ادامه دارد.
در سال ۱۹۱۵ در جریان جنگ جهانی اول، شهر راوندز توسط روس‌ها و آشوریان تصرف شد و نیروهای روس و آشوری دست به کشتار اهالی زدند. وقتی که نیروهای قزاق نیکولای باراتوف شهر را از دست نیروهای متصرف درآوردند تنها ۲۰ درصد از جمعیت کُرد راوندز زنده مانده بود.
در سال ۱۹۲۲ شهر از سوی نیروهای ترکیه اشغال شد اما این نیروها در پایان همان سال از شهر بیرون رانده شدند. ارتش انگلیس در ۲۲ آوریل ۱۹۲۳ راوندز را تصرف کرد و نیروهای انگلیسی تا زمان رسیدن هیئت ویژه تعیین مرز عراق و ترکیه در محل ماندند زیرا معتقد بودند که اگر شهر را ترک کنند نیروهای ترکیه شهر را در دست خواهند گرفت.
رواندز در سال‌های گذشته از کانون‌های مبارزه کردها علیه حکومت‌های مرکزی عراق بوه‌است. در سال ۲۰۰۷ در رواندز بازسازی زیادی انجام شد و بازار شهر جابه‌جا شد تا جا برای جاده جدیدی باز شود.